# União das Freguesias de Madalena e Samaiões
Die União das Freguesias de Madalena e Samaiões ist eine portugiesische Gemeinde (Freguesia) im Kreis (Concelho) Chaves im Norden Portugals.

## Geschichte
Die Gemeinde entstand im Zuge der Gebietsreform vom 29. September 2013 durch die Zusammenlegung der ehemaligen Gemeinden Madalena und Samaiões. Ein kleiner, nördlich der Tâmega gelegener Teil des Gemeindegebietes von Samaiões wurde auf die Gemeinde Santa Maria Maior übertragen.
Madalena wurde Sitz der neuen Verwaltung.

## Demographie
| Freguesia | Freguesia           | Freguesia | Freguesia       | ehemalige Freguesias | ehemalige Freguesias | ehemalige Freguesias | ehemalige Freguesias |
| --------- | ------------------- | --------- | --------------- | -------------------- | -------------------- | -------------------- | -------------------- |
| Wappen    | Freguesia           | Einwohner | Fläche in (km²) | Wappen               | Freguesia            | Einwohner            | Fläche in (km²)      |
|           | Madalena e Samaiões | 2416      | 13,99           |                      | Madalena             | 1575                 | 6,08                 |
|           | Madalena e Samaiões | 2416      | 13,99           | Samaiões             | 1327                 | 8,75                 |                      |